# NCSM Chedabucto (J168)
Le NCSM Chedabucto (pennant number J168) (ou en anglais HMCS Chedabucto) est un dragueur de mines de la Classe Bangor lancé pour la Royal Canadian Navy (RCN) et qui a servi pendant la Seconde Guerre mondiale.

## Conception
Le Chedabucto est commandé dans le cadre du programme de la classe Bangor de 1939-40 le 23 février 1940 pour le chantier naval de Burrard Dry Dock Co. Ltd. de North Vancouver en Colombie-Britannique au Canada. La pose de la quille est effectuée le 24 janvier 1941, le Chedabucto est lancé le 14 avril 1941 et mis en service le 27 septembre 1941.
La classe Bangor doit initialement être un modèle réduit de dragueur de mines de la classe Halcyon au service de la Royal Navy,. La propulsion de ces navires est assurée par 3 types de motorisation: moteur diesel, moteur à vapeur à pistons et turbine à vapeur. Cependant, en raison de la difficulté à se procurer des moteurs diesel, la version diesel a été réalisée en petit nombre.
Les dragueurs de mines de classe Bangor version canadienne déplacent 683 tonnes en charge normale . Afin de pouvoir loger les chaufferies, ce navire a des dimensions plus grandes que les premières versions à moteur diesel avec une longueur totale de 54,9 mètres, une largeur de 8,7 mètres et un tirant d'eau de 2,51 mètres. Ce navire est propulsé par 2 moteurs alternatifs verticaux à triple détente alimentés par 2 chaudières à tubes d'eau à 3 tambours Admiralty et entraînant deux arbres d'hélices. Le moteur développe une puissance de 2 400 chevaux-vapeur (1 790 kW) et atteint une vitesse maximale de 16 nœuds (30 km/h).
Leur manque de taille donne aux navires de cette classe de faibles capacités de manœuvre en mer, qui seraient même pires que celles des corvettes de la classe Flower. Les versions à moteur diesel sont considérées comme ayant de moins bonnes caractéristiques de maniabilité que les variantes à moteur alternatif à faible vitesse. Leur faible tirant d'eau les rend instables et leurs coques courtes ont tendance à enfourner la proue lorsqu'ils sont utilisés en mer de face.
Les navires de la classe Bangor sont également considérés comme exiguës pour les membres d'équipage, entassant 6 officiers et 77 matelots dans un navire initialement prévu pour un total de 40.

## Histoire

### Seconde Guerre mondiale
Le Chedabucto est mis en service le 27 septembre 1941 à Vancouver en Colombie-Britannique.
Après ses essais en mer, le Chedabucto quitte Esquimalt, en Colombie-Britannique, le 11 novembre 1941 et arriva à Halifax, en Nouvelle-Écosse, le 17 décembre.
Le 12 janvier 1942, le Chedabucto sauve l'équipage du navire marchand Independence Hall qui s'est échoué sur l'île de Sable. Le 8 avril, le Chedabucto attaque un sous-marin allemand (U-Boot au large de Halifax. Le 10 avril, le cargo SS Trongate prend feu dans le port d'Halifax. Parmi le contenu de sa cargaison se trouvent des explosifs. Le Chedabucto coule le Trongate avec des obus d'exercice non explosifs tirés dans la coque pour faire échouer le navire,.
Affecté brièvement à la Western Local Escort Force (WLEF) (Force d'escorte locale de l'Ouest), il est transféré à la Gulf Escort Force (Force d'escorte du Golfe) en juin 1942. Le 20 juillet 1942, le convoi QS 19, escorté par le Chedabucto et la corvette Weyburn, est attaqué par le U-132 dans le golfe du Saint-Laurent, un navire marchand est coulé. Fin septembre, le convoi QS 38, escorté par le dragueur de mines, est attaqué par le U-517. Un navire marchand est touché mais aucun contact n'est établi entre les escortes et le sous-marin. En septembre, il fut réaffecté à la Sydney Force avant de retourner à la WLEF en janvier 1943. Le Chedabucto est ensuite remis en état à Lunenburg (Nouvelle-Écosse), qui est terminé en juin 1943. Il est ensuite affecté à la Gaspé Force (Force de Gaspé) en juillet,. En octobre, le Chedabucto est détaché pour escorter le navire câblier SS Lord Kelvin dans le golfe du Saint-Laurent. Le dragueur de mines escorte le câblier jusqu'à Pointe-au-Père, puis se détache pour des tâches de patrouille.

#### Naufrage

Le Lord Kelvin, le navire qui a éperonné le Chedabucto

Le 31 octobre 1943, le Chedabucto navigue sur le fleuve Saint-Laurent pour rejoindre le remorqueur Citadelle lorsque le dragueur de mines est entré en collision avec le câblier SS Lord Kelvin près de Rimouski, au Québec. Le Lord Kelvin éperonne le dragueur de mines sur bâbord, juste derrière le carré des officiers. Le Lord Kelvin fait marche arrière, laissant un trou de 7,6 mètres sur 3,7 mètres sur le côté du navire et une gîte de 10° sur bâbord. Le navire des garde-côtes américains Buttonwood est appelé et tente de remorquer le dragueur de mines en détresse plus près de la côte. Cependant, le dragueur de mines s'échoue à 2,4 kilomètres du rivage et la gîte a augmenté à 40°. Les tentatives de remorquage sont interrompues et l'équipage du Chedabucto est transféré sur le Lord Kelvin et sur le navire-jumeau (sister ship) de Chedabucto, le Swift Current, qui est également arrivé sur les lieux. Le Chedabucto se retourne ensuite sur le côté et coule. Il y a eu une victime à bord du Chedabucto, victime de la collision. Le navire a coulé à 48 kilomètres de Rimouski, à la position géographique de 48° 14′ N, 69° 16′ O.

### Honneurs de bataille
- Atlantic 1942-43
- Gulf of St. Lawrence 1942

### Participation auxconvois
Le Chedabucto a navigué avec les convois suivants au cours de sa carrière:
1. Convoi HX 177
2. Convoi HX 188
3. Convoi HX 244
4. Convoi HX 225
5. Convoi ON 90
6. Convoi ON 157
7. Convoi ON 164
8. Convoi SC 103

### Commandement
- T/Lieutenant (T/Lt.) John Herbert Bowen Davies (RCNR) du 27 septembre 1941 au 31 octobre 1943

Notes:
RCNR: Royal Canadian Naval Reserve 